# Elección presidencial de El Salvador de 1939
La elección presidencial de El Salvador de 1939 fue llevada a cabo en 3 de enero de 1939. Maximiliano Hernández Martínez era el único candidato y ganó las elecciones, sin embargo, Martinez serìa electo por la Asamblea Legislativa; no se publicaron los resultados.

## Segunda Reelección de Martínez
Durante su segundo periodo Martínez, inauguró varias obras modernas de infraestructura, así como como la creación del Banco Central de Reserva, La Construcción del Tramo de la Carretera Panamericana, El Estadio Flor Blanca, entre obras obras notables.
Crearía otra constitución para obtener el poder por medio de otra asamblea constituyente, aprobada por la Asamblea Legislativa, la cual se beneficiaria para otro cargo más hasta 1944. 

## Tercer Periodo de Martínez
Durante su tercer periodo se destacó más en la política internacional, se prosiguió a inclinarse a un aspecto más en apoyo a EE.UU durante la Segunda Guerra Mundial. Tanto así que acabó distanciándose del Régimen Nazi, y la llegada de Adolf Hiltler al poder en 1933, y hacer un apoyo hacia EE.UU, ante esto muchos funcionarios de su gabinete que eran a fines al nazismo se distanciaron de dicho gobierno lo cual aumento un desgaste a su gobierno, tras el ataque de la base militar en Pearl Harbor en 1941. Martínez prosiguió a hacer una declaratoria de guerra hacia el imperio de Japón y la Italia fascista de Benito Mussolini, sin embargo anteriormente Martínez hizo alianzas con dichos países y gobiernos. 
Dichas declaratorias no fueron escuchadas a nivel internacional. 
En 1942, Martínez inaugura el Puente Cuscatlán con fondos propios, pero en 1983 fue destruido por la entonces guerrilla del FMLN, durante la Guerra Civil, También la actual Plaza Divino Salvador del Mundo junto a convenio con la Iglesia católica.
Entre 1943 y 1944, Martínez ya presentaba un severo desgaste a su gobierno debido a que jóvenes políticos opositores estaban emergiendo entre ellos Arturo Romero, el cual lideraría en 1944 un golpe de Estado hacia Martínez, pero terminó siendo expulsado hacia Costa Rica. 
Su gobierno fue derrocado en mayo de 1944, con la Huelga de Brazos Caídos el cual terminaría dando fin al periodo Martinista.